# 大阪掖済会病院
大阪掖済会病院（おおさかえきさいかいびょういん）は、公益社団法人日本海員掖済会が大阪府大阪市西区本田に設置する病院。
救急告示病院に指定されている。

## 診療科
(この節の出典)
- 内科
- 外科
- リハビリテーション科
- 小児科
- 眼科
- 放射線科
- 麻酔科
- 整形外科
- 代謝内分泌内科
- 人工透析内科 - 人工透析室に透析用病床20床を擁する[3]。
- 循環器内科
- 糖尿病内科
- 消化器外科
- 消化器内科
- 神経内科

## 医療機関の認定
(この節の出典)
- 保険医療機関
- 公害医療機関
- 労災保険指定病院
- 生活保護法指定病院(中国残留邦人等の円滑な帰国の促進並びに永住帰国した中国残留邦人等及び特定配偶者の自立の支援に関する法律(平成6年法律第30号)に基づく指定医療機関を含む。)
- 臨床研修病院
- 身体障害者福祉法指定医の配置されている医療機関
- 特定疾患治療研究事業委託医療機関
- 原子爆弾被害者一般疾病医療取扱病院
- DPC対象病院
- 指定小児慢性特定疾病医療機関
- 無料低額診療事業実施医療機関
- 救急告示病院（二次救急）[1]
- 公益財団法人日本医療機能評価機構認定病院[4]
- このほか、各種法令による指定・認定病院であるとともに、各学会の認定施設でもある。

## 交通アクセス
- 大阪市高速電気軌道（Osaka Metro）
  - 中央線「九条駅」より徒歩にて7分[5]
  - 中央線・千日前線「阿波座駅」より徒歩8分[5]
  - 長堀鶴見緑地線・千日前線「西長堀駅」より徒歩10分[5]
- 阪神なんば線「九条駅」より徒歩9分[5]

## 周辺
- 阪神高速16号大阪港線
- 阿波銀行西大阪支店
- 松島公園